# Христо Минковски
Христо Минковски-Мути е бивш футболист, дефанзивен полузащитник на Славия и националния отбор.
Трикратен шампион и носител на купата на страната през 1928, 1930 и 1936 г., носител е и на Балканската купа през 1932 г. Има 11 мача и 2 гола за националния отбор. Участва в първите квалификационни срещи през 1934 г. срещу отборите на Унгария и Австрия. Завършва Държавната треньорска школа през 1948 г. Бивш треньор на Бенковски (Видин) (1946), Академик (Варна) (1948), Спартак (Варна) (1949), Ударник (София) (1952 – 1953) и Хасково (1961 г.).